# Lois du jeu

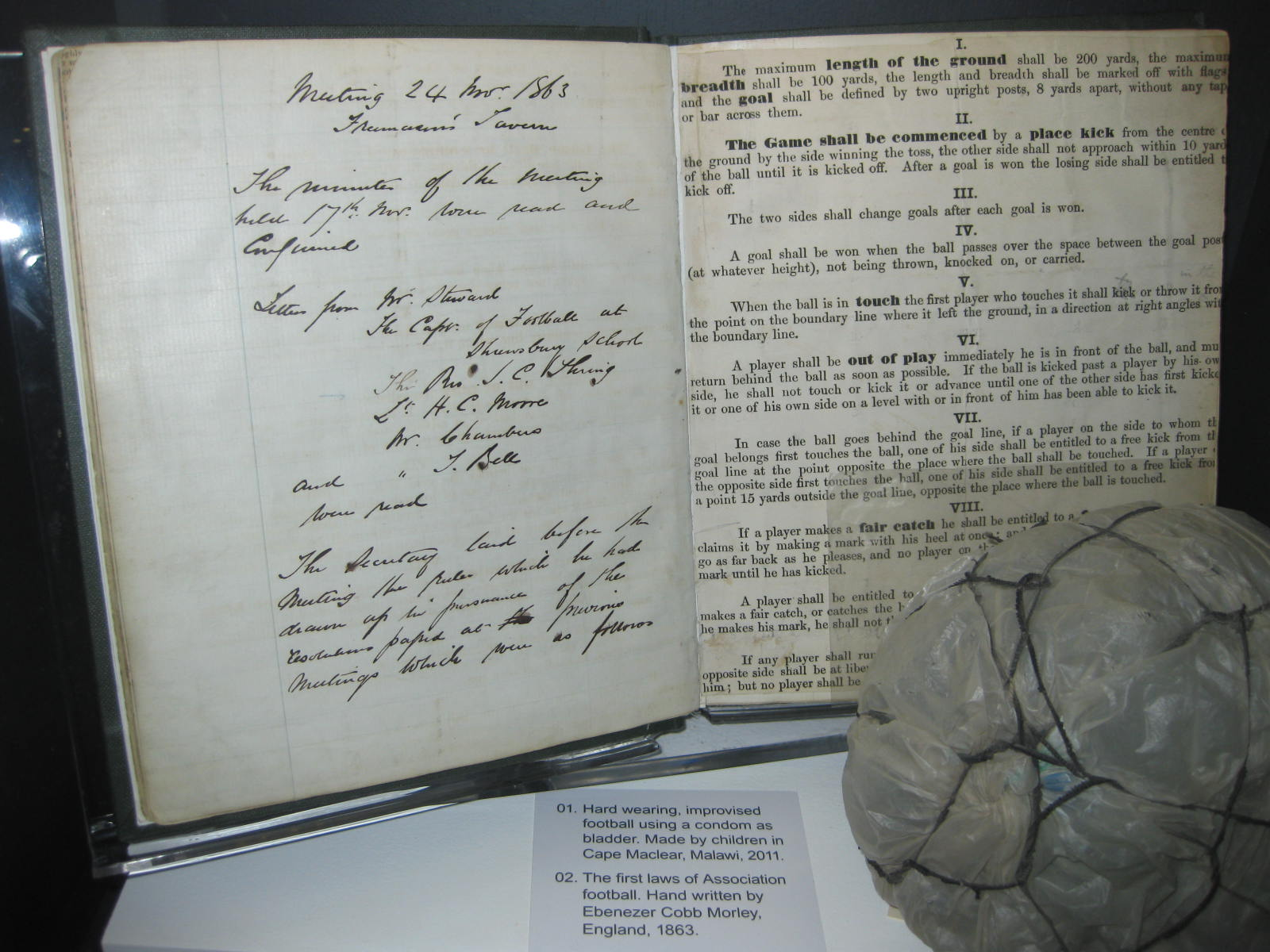
Le manuscrit original des Laws of the Game de 1863, présenté au ' de Manchester.

Les lois du jeu (en anglais : Laws of the Game), ou lois du football, sont les règles du football régies par l'International Football Association Board (IFAB), un organisme indépendant composé des quatre fédérations du Royaume-Uni (les fédérations anglaise, écossaise, galloise et nord-irlandaise) ainsi que de la Fédération internationale de football association (FIFA), à parité de voix, et qui veille à leur application uniforme dans le monde lors des différentes compétitions. Depuis l'origine elles comprennent les mêmes 17 lois. Des annexes s'étaient rajoutées au fil du temps (surface technique, épreuve des tirs au but...), mais elles sont intégrées dans diverses parties des 17 lois en 2017.

## Les règles actuelles
Les règles sont au nombre de dix-sept, et concernent chacune un aspect spécifique du jeu. On fait parfois référence, de manière badine, à une 18e loi concernant le « sens commun ou esprit du jeu ». Il s'agit en fait de souligner qu'un arbitre doit interpréter les 17 lois de manière à conserver l'esprit du jeu, celui-ci étant plus important que la lettre. De fait, les lois laissent place à une certaine interprétation. Les coutumes font qu'un certain nombre d'actions ou sanctions sont communément considérées comme admises alors qu'elles ne sont pas pour autant décrites dans les lois du jeu.

### Terrain

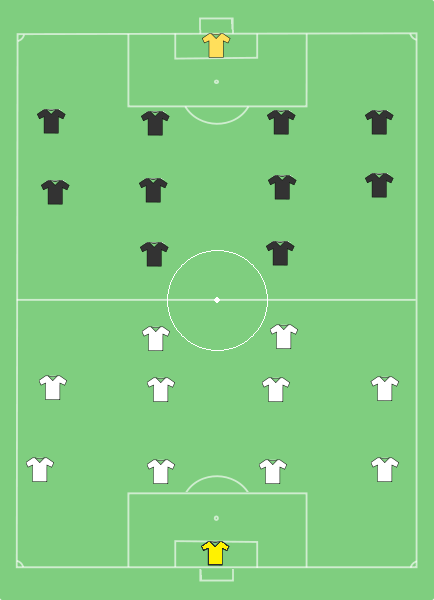
Positionnement de deux équipes sur un terrain de football

Le terrain de jeu est rectangulaire et délimité par des lignes continues. Sa longueur (« ligne de touche ») est comprise entre 90 et 120 mètres, sa largeur (« ligne de but ») entre 45 et 90 mètres. Pour un match international, il mesure 105 sur 68 mètres environ. Le terrain de jeu est séparé en deux par une ligne médiane et il y a un cercle au milieu du terrain. Il y a un arc de cercle entre les lignes de but et les lignes de touche.
Les buts sont placés au centre de chaque ligne de but. La distance séparant l’intérieur des deux poteaux est de 7,32 m et le bord inférieur de la barre transversale se situe à 2,44 m du sol. Chacun des buts est entouré par une « surface de réparation », située à 16,5 m de l’intérieur de chaque montant du but et de la ligne de but. Un point de réparation est marqué à 11 m en face du but.

### Le ballon
Le ballon de football est sphérique, en cuir ou dans une autre matière adéquate, a une circonférence comprise entre 68 et 70 cm et une masse comprise entre 410 et 450 g. Ces dimensions ont été fixées en 1937.
Il existe d'autres tailles de ballon, plus petits, pour les matchs opposant des équipes de jeunes.

### Joueurs et équipements des joueurs
Chaque équipe commence le match avec onze joueurs maximum, dont un gardien, et doit toujours disposer d'au moins sept joueurs sur le terrain (voire plus, en fonction du règlement de la compétition). Depuis 1967, les joueurs peuvent être remplacés sans motif en compétition officielle. Le nombre de remplacements en match officiel est passé progressivement de un à trois, quatre en cas de prolongations. Il est temporairement porté à cinq (six en cas de prolongations) en raison de la pandémie de Covid-19 depuis mai 2020. Lors des matchs amicaux, il est de coutume de ne pas fixer de limite au nombre de remplacements.
L’équipement de base du joueur de champ comprend un maillot d'équipe, un short, des bas (toute l'équipe doit avoir la même couleur d'équipement sauf le gardien de but qui a une couleur spéciale), des protège-tibias (sous les bas) et des chaussures. Le gardien de but doit porter une tenue aux couleurs le distinguant des autres joueurs et des arbitres. Il peut porter des gants. L'équipement doit préserver la sécurité des joueurs : les lunettes et les masques de protection sont autorisés, mais pas les bijoux, et les crampons doivent être adaptés. Les arbitres contrôlent l'équipement avant le début du match.

### Arbitres

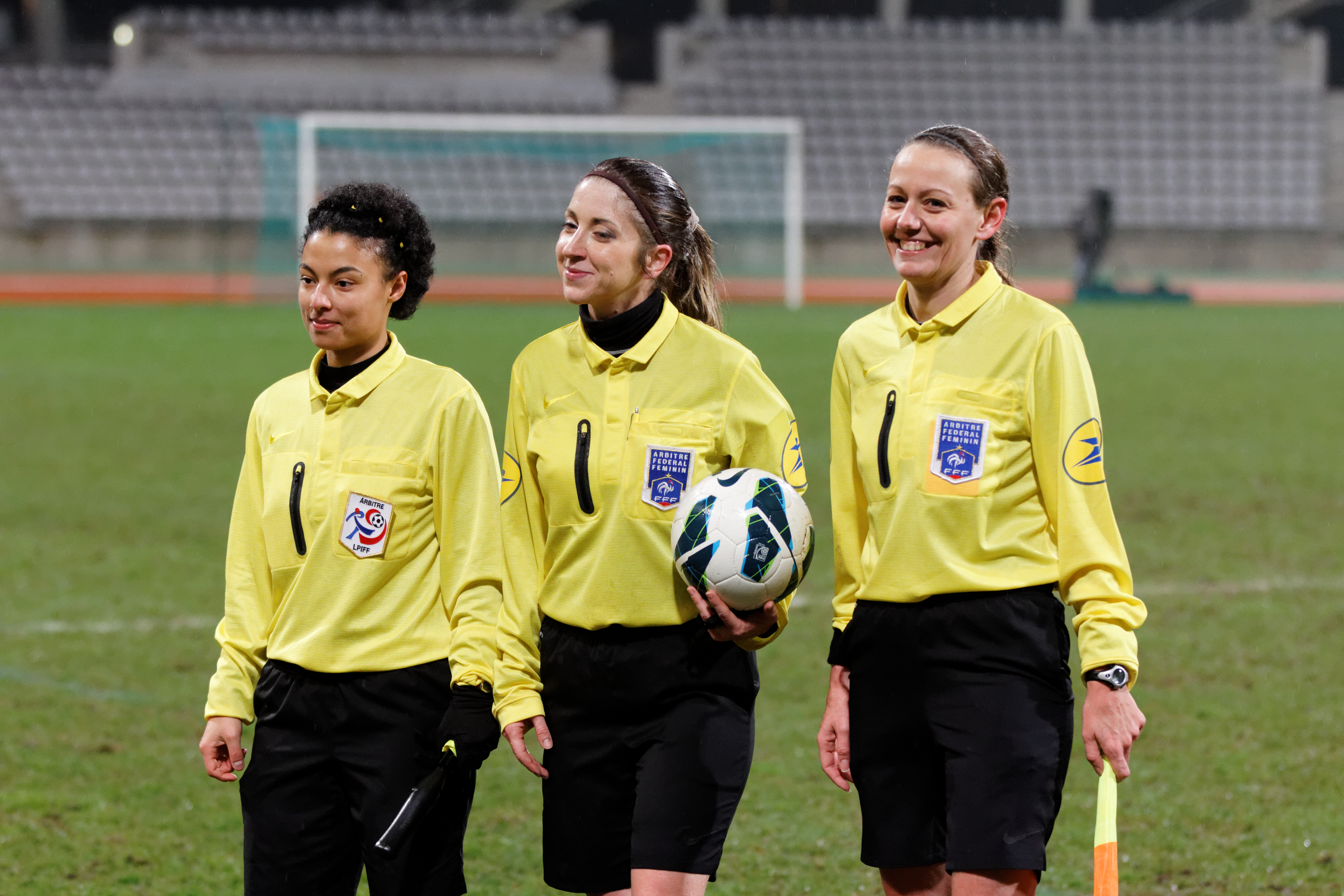
Trio arbitral portant un ballon de football.

Chaque match de football se dispute sous le contrôle d’un arbitre disposant de toute l’autorité nécessaire pour veiller à l’application des lois dans le cadre du match qu’il est appelé à diriger. Les décisions de l’arbitre sur les faits en relation avec le jeu sont sans appel. Cependant, sous réserve que le jeu n’ait pas repris, l’arbitre peut revenir sur sa décision.
D’autres arbitres (deux arbitres assistants, un quatrième arbitre, deux arbitres assistants supplémentaires, un arbitre assistant de réserve, un arbitre assistant vidéo et au moins un adjoint à l’arbitre assistant vidéo) peuvent être désignés pour officier lors d’un match. Ils aident l’arbitre à contrôler le match en accord avec les lois du jeu. Ils lui apportent leur assistance dans un certain nombre de domaines de la gestion du match, à sa demande et selon ses instructions. La décision définitive est toujours prise par l’arbitre.

### La durée du match

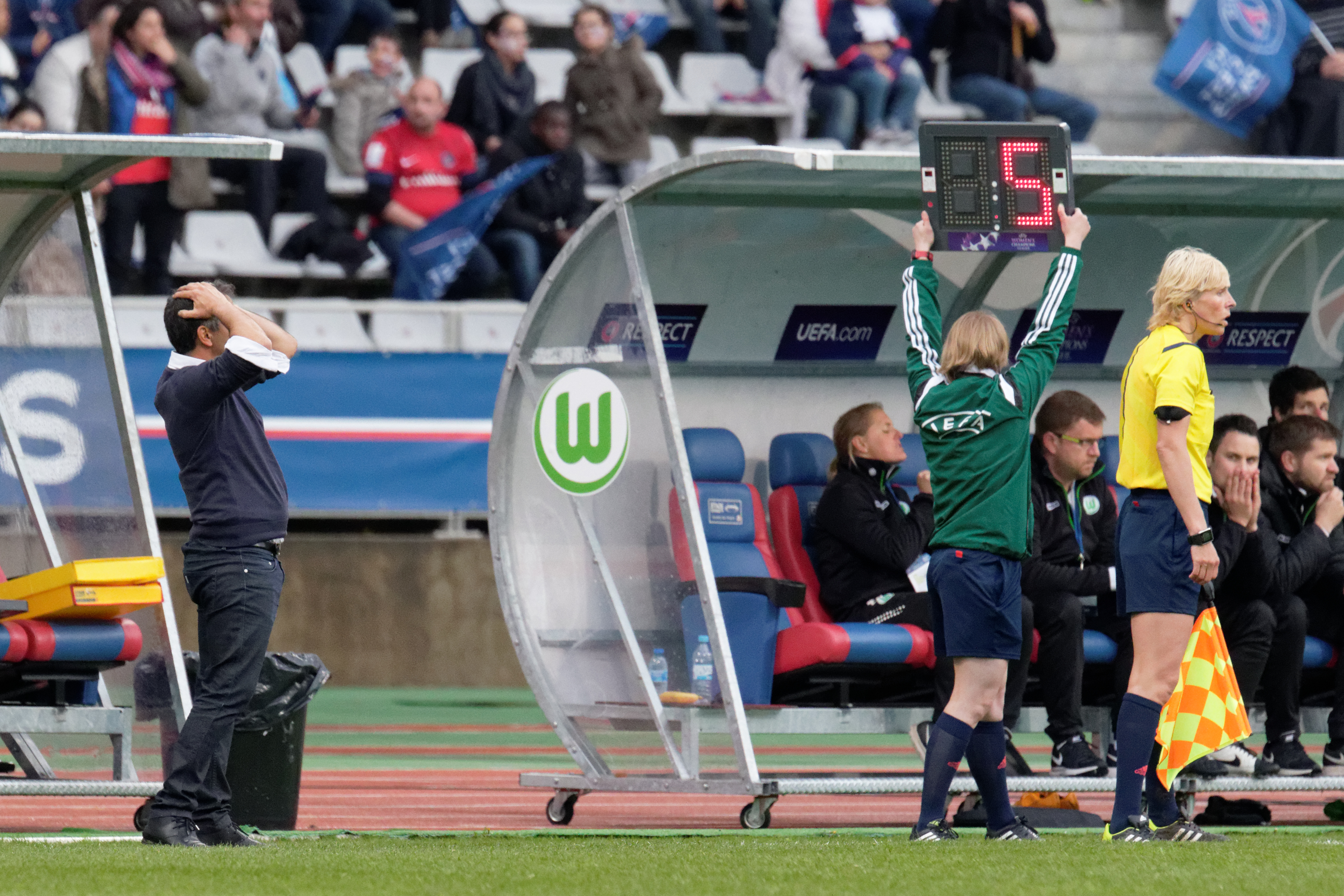
5 minutes de temps additionnel lors de PSG-Wolfsburg masculin en 2015.

Le match se joue en deux périodes de 45 minutes chacune. Les compétitions de jeunes (jusqu'aux moins de 16 ans) prévoient des durées plus courtes. La pause entre les deux périodes ne doit pas excéder 15 minutes.
Chaque période doit être prolongée pour récupérer tout le temps perdu occasionné par les remplacements, les conséquences des blessures, etc. La durée de la récupération des arrêts de jeu est à la discrétion de l’arbitre. Le règlement des compétitions peut prévoir de jouer une prolongation en cas d'égalité, uniquement pour les compétitions séniors. La prolongation se joue en deux mi-temps de 15 minutes maximum.
Un match commencé peut être définitivement arrêté à la discrétion de l'arbitre, en cas de circonstance particulière (intempéries, bagarres), ou après 45 minutes d'interruption ou bien lorsqu’une équipe ne dispose plus d'assez de joueurs (par expulsion ou blessures), moins de huit pour les matchs internationaux par exemple.

### Coup d'envoi et reprise du jeu et ballon en jeu et hors du jeu

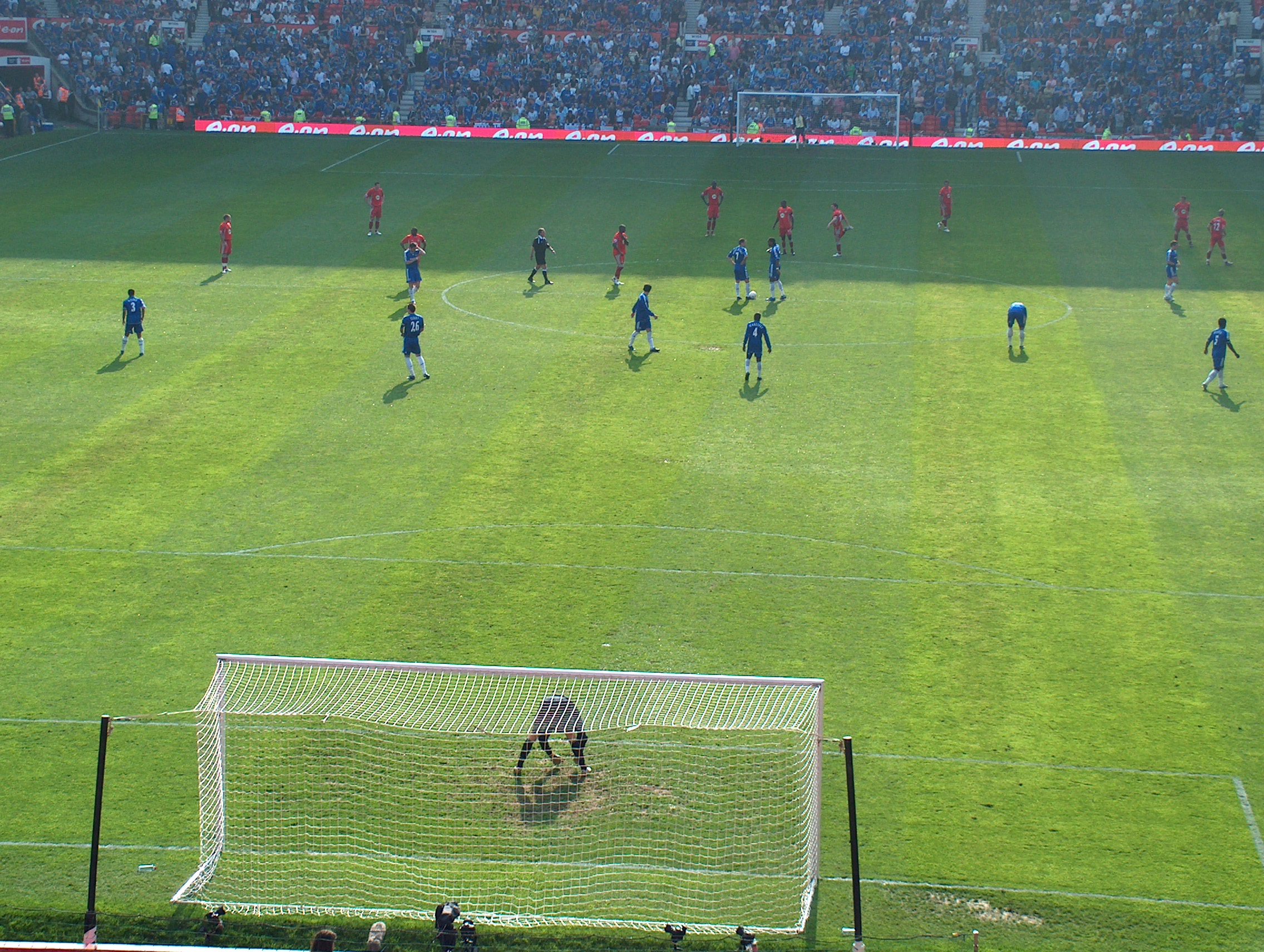
Coup d'envoi.

Avant match, le choix des camps est déterminé par un tirage au sort, traditionnellement effectué au moyen d’une pièce de monnaie. L’équipe favorisée par le sort choisit le but contre lequel elle attaquera durant la première mi-temps, l'autre équipe donnant le coup d'envoi. En seconde période, les équipes changent de camp.
Le coup d’envoi est la procédure pour commencer la partie, au début du match, ou reprendre le jeu, après qu’un but a été marqué, au début de la seconde période du match, ou au début de chaque période de la prolongation le cas échéant. Au coup d’envoi, tous les joueurs doivent se trouver dans leur propre moitié de terrain (sauf celui qui donne le coup d'envoi). Le ballon, posé à terre sur le point central, est considéré comme étant en jeu dès qu’il est botté dans n'importe quelle direction.
Après une interruption temporaire du match provoquée par une cause non prévue par les lois du jeu, le match doit être repris par une « balle à terre » : l’arbitre laisse tomber le ballon à terre à l’endroit où il se trouvait au moment où le jeu a été arrêté, et le jeu reprend dès que le ballon touche le sol.
Le ballon reste en jeu tant qu'il n'a pas entièrement franchi la ligne de but ou la ligne de touche, que ce soit à terre ou en l’air, ou que le jeu n'a pas été arrêté par l’arbitre.

### Déterminer le résultat d'un match
Un but est marqué quand le ballon a entièrement franchi la ligne de but, entre les montants du but et sous la barre transversale, sous réserve qu’aucune infraction aux lois du jeu n’ait été préalablement commise par l’équipe en faveur de laquelle un but aura été marqué, et quel que soit le dernier joueur à avoir touché le ballon. Un but peut être marqué directement après un coup de pied arrêté (coup d'envoi, « six mètres », penalty, coup franc direct, corner), à l'exception des coups francs indirects.
L’équipe qui aura marqué le plus grand nombre de buts pendant le match remporte la victoire. Quand les deux équipes marquent le même nombre de buts ou ne marquent aucun but, le match est déclaré nul, et peut être suivi de prolongations et de tirs au but s'il s'agit d'un match à élimination directe.

### Hors-jeu

Le joueur bleu à gauche est derrière la ligne virtuelle de défenseurs adverses : si le ballon lui est adressé, il sera sanctionné pour hors-jeu.

Un joueur se trouve en position de hors-jeu quand il est dans la moitié de terrain adverse et plus près de la ligne de but adverse que le ballon et l’avant-dernier adversaire (le dernier adversaire étant généralement le gardien de but), les bras et les mains ne comptant pas. Un joueur qui prend une part active au jeu alors qu'il était en position de hors-jeu au moment où le ballon a été touché par un de ses partenaires est sanctionné d'un coup franc indirect.

### Fautes et incorrections
Les fautes et incorrections sont sanctionnées de façon à lutter contre l'antijeu : il s'agit de manière générale de toutes les brutalités ou actes d'antijeu exercés contre un adversaire, par exemple le fait de toucher délibérément le ballon avec les bras (à l'exception du gardien de but dans sa surface de réparation). Elles donnent lieu à un coup franc, à exécuter à l’endroit où la faute a été commise.
Le joueur sanctionné peut recevoir un carton jaune ou un carton rouge, synonymes d'avertissement ou d'exclusion du terrain. Selon les règlements de chaque compétition, les joueurs avertis ou exclus sont passibles de suspensions pour les matchs suivants.

### Coups francs, penalty, rentrée de touche, coup de pied de but et corner
Les coups francs sont accordés pour sanctionner les fautes et comportements antisportifs définis par la loi 12. Ils peuvent être directs (fautes avec contact physique ou manque de respect envers d'autres joueurs) ou indirects (fautes sans contact physique, notamment celles des gardiens), selon qu'ils peuvent donner lieu, ou pas, à un but sur une frappe directe. Pour le coup franc direct comme pour le coup franc indirect, le ballon doit être immobile au moment de la frappe, et l’exécutant ne doit pas toucher le ballon une seconde fois avant que celui-ci n’ait été touché par un autre joueur (de la même équipe ou non).
Si l’équipe qui commet l’une des dix fautes pour lesquelles un coup franc direct doit être accordé le fait dans sa propre surface de réparation, elle est pénalisée d'un coup de pied de réparation, ou « penalty » (de l'anglais : penalty kick), décrit dans la loi 14. Le coup franc est alors tiré du point du coup de pied de réparation. Le gardien de but de l’équipe défendant reste sur sa propre ligne de but, face à l’exécutant. Tous les joueurs autres que l’exécutant doivent se trouver en dehors de la surface de réparation. Dans le cas du coup franc indirect, celui-ci reste joué à l'interieur de la surface à l'endroit de la faute.
La loi 15 décrit la rentrée de touche. Elle est accordée quand le ballon a entièrement franchi la ligne de touche, à l’équipe adverse du joueur qui a touché en dernier le ballon. L’exécutant doit tenir le ballon avec ses deux mains et le lancer depuis la nuque et par-dessus la tête sans décoller les pieds du terrain, depuis l'endroit où le ballon est sorti. Le hors-jeu n'existe pas lors d'une rentrée de touche.
Enfin, quand le ballon a entièrement franchi une ligne de but sans qu’un but ait été marqué, il peut être remis en jeu de deux manières, selon l'équipe du dernier joueur à avoir touché le ballon.
- S'il s'agit de l’équipe attaquante, un « coup de pied de but », communément appelé « dégagement en six mètres », est sifflé : le ballon est alors botté d'un point quelconque de la surface de but par un des joueurs de l'équipe défendante.
- S'il s'agit de l'équipe défendante, un « coup de pied de coin », communément appelé « corner » (de l'anglais corner kick) est accordé à l'équipe attaquante. Le ballon placé dans l’arc de cercle du coin du terrain le plus proche d'où il est sorti, est botté par un joueur de l’équipe attaquante.

## Histoire

### Origines du football
Des jeux proches du football sont pratiqués en Grande-Bretagne depuis le Moyen Âge, sans pour autant être encadrés par des règles communes et partagées. En 1848, Henry de Winton et John Charles Thring, de l'Université de Cambridge, rédigent une première liste de règles du « football », connues comme les règles de Cambridge (Cambridge Rules). Le sport décrit est alors un mélange de football et de rugby moderne. En 1858 les règles de Sheffield (Sheffield Rules) sont à leur tour publiées par le premier club non scolaire, le Sheffield Football Club et connaissent un certain succès dans le nord de l'Angleterre. Aucun de ces différents règlements n'est adopté de façon majoritaire.

### Cadre institutionnel de 1863
La Fédération anglaise de football (F.A.) est créée le 26 octobre 1863 par onze clubs « fondateurs » dans le but de préciser les règles de football, qui diffèrent toujours d'un établissement scolaire ou d'une association sportive à l'autre. L'uniformisation de ces règlements devient urgente pour permettre le développement d'un sport qui ne ressemble alors en rien au football actuel. L'adoption de lois du jeu communes n'est pas facile et certains clubs quittent la table des négociations, posant les bases de la Rugby Football Union (RFU).
Finalement, sous la houlette de Ebenezer Cobb Morley, treize lois du jeu sont édictées et adoptées le 8 décembre par la fédération, qui peut dès lors s'atteler à l'organisation de compétitions et la promotion de son sport. Elles sont publiées dans le magazine Bell's Life in London (en) :
« The maximum length of the ground shall be 200 yards (183 m), the maximum breadth shall be 100 yards (91 m), the length and breadth shall be marked off with flags; and the goal shall be defined by two upright posts, eight yards (7.3 m) apart, without any tape or bar across them. »
« La longueur maximale du terrain doit être de 200 yards (183 m), la largeur maximale de 100 yards (91 m), la longueur et la largeur doivent être délimités avec des drapeaux. Le but est signalé par deux montants verticaux, espacés de 8 yards (7,3 m), sans être reliés par une quelconque bande ou barre. »
« A toss for goals shall take place, and the game shall be commenced by a place kick from the centre of the ground by the side losing the toss for goals; the other side shall not approach within 10 yards (9.1 m) of the ball until it is kicked off. »
« Un tirage au sort pour le choix des buts a lieu, et le jeu commence par un coup de pied depuis le centre du terrain par l'équipe ayant perdu le tirage au sort pour les buts ; l'autre équipe ne doit pas s'approcher à moins de 10 yards (9,1 m) du ballon jusqu'à ce que le jeu soit engagé. »
« After a goal is won, the losing side shall be entitled to kick off, and the two sides shall change goals after each goal is won. »
« Après qu'un but a été marqué, l'équipe perdante a le droit de remettre le ballon en jeu, et chaque équipe doit changer de camp après chaque but inscrit. »
« A goal shall be won when the ball passes between the goal-posts or over the space between the goal-posts (at whatever height), not being thrown, knocked on, or carried. »
« Un but est inscrit lorsque le ballon passe entre les poteaux, ou dessus de l'espace entre les poteaux (quelle que soit sa hauteur), sans y avoir été jetée ou portée avec les mains. »
« When the ball is in touch, the first player who touches it shall throw it from the point on the boundary line where it left the ground in a direction at right angles with the boundary line, and the ball shall not be in play until it has touched the ground. »
« Quand le ballon est sorti du terrain de jeu, le premier joueur à le récupérer doit le remettre en jeu depuis l'endroit où le ballon est sorti et le lancer perpendiculairement à la ligne de touche. Le ballon n'est pas en jeu tant qu'il n'a pas touché le sol. »
« When a player has kicked the ball, any one of the same side who is nearer to the opponent's goal line is out of play, and may not touch the ball himself, nor in any way whatever prevent any other player from doing so, until he is in play; but no player is out of play when the ball is kicked off from behind the goal line. »
« Quand un joueur tape dans le ballon avec le pied, ses coéquipiers qui sont plus proches que lui de la ligne de but adverse sont hors-jeu : ils ne doivent ni toucher le ballon, ni empêcher leurs adversaires de jouer. Par contre, aucun joueur n'est hors-jeu quand le ballon est tiré de derrière la ligne de but. »
« In case the ball goes behind the goal line, if a player on the side to whom the goal belongs first touches the ball, one of his side shall be entitled to a free kick from the goal line at the point opposite the place where the ball shall be touched. If a player of the opposite side first touches the ball, one of his side shall be entitled to a free kick at the goal only from a point 15 yards outside the goal line, opposite the place where the ball is touched, the opposing side standing within their goal line until he has had his kick. »
« Quand le ballon part derrière la ligne de but, si le premier joueur à le toucher est un joueur de l'équipe à qui appartient le but, alors l'équipe a doit à un coup-franc depuis la ligne de but, au point opposé de l'endroit où le ballon a été touché. Si le premier joueur à toucher le ballon est un joueur de l'équipe adverse, alors son équipe a droit à un coup-franc direct d'une distance de 15 yards de la ligne de but, au point opposé de l'endroit où le ballon a été touché. Dans ce cas, les joueurs de l'équipe adverse doivent rester sur leur ligne de but en attendant le tir du coup-franc. »
« If a player makes a fair catch, he shall be entitled to a free kick, providing he claims it by making a mark with his heel at once; and in order to take such kick he may go back as far as he pleases, and no player on the opposite side shall advance beyond his mark until he has kicked. »
« Si un joueur réussit un arrêt de volée, il peut obtenir un coup-franc en marquant le sol avec son talon en retombant. Dans ce cas, il a la possibilité de reculer pour pouvoir prendre de l'élan, sans qu'un joueur adversaire ne vienne le gêner. »
« No player shall run with the ball. »
« Aucun joueur n'a le droit de porter le ballon avec la main. »
« Neither tripping nor hacking shall be allowed, and no player shall use his hands to hold or push his adversary. »
« Ni croche-pied ni coup de pied ne sont permis, et aucun joueur ne doit utiliser ses mains pour retenir ou pousser un adversaire. »
« A player shall not be allowed to throw the ball or pass it to another with his hands. »
« Un joueur ne peut pas lancer ou passer le ballon à un autre avec ses mains. »
« No player shall be allowed to take the ball from the ground with his hands under any pretence whatever while it is in play. »
« Aucun joueur ne peut ramasser le ballon avec ses mains sous quelque prétexte que ce soit tant qu'il est en jeu. »
« No player shall be allowed to wear projecting nails, iron plates, or gutta-percha, on the soles or heels of his boots. »
« Aucun joueur ne peut porter de clous apparents, de plaques de fer ou de gutta-percha sur la semelle ou le talon de ses chaussures. »

### Développement des règles du jeu
L’International Football Association Board (IFAB) est créé le 6 décembre 1882 sur entente des fédérations écossaise, galloise, nord-irlandaise et anglaise afin d’unifier les lois du jeu.
Lors de la création de la Fédération internationale de football association (FIFA) à Paris en 1904, il est aussitôt stipulé que l’association internationale adhérerait aux règles édictées par l’IFAB ; depuis 1913, en raison de la popularité internationale croissante du sport, l’IFAB admet en son sein des représentants de la FIFA. Aujourd’hui l’IFAB est ainsi composé de huit membres, quatre de la FIFA et quatre du Royaume-Uni, à savoir un par fédération.
Depuis leur édition de 1863, les lois du jeu ont été modifiées de nombreuses fois par l'IFAB. Il faut pour cela que l'évolution soit votée par au moins six des huit membres du Conseil :
- 1848 : Balbutiement du football avec les règles de Cambridge, aujourd'hui perdues ; le jeu qui consiste à porter un ballon entre deux poteaux, sans bouger ballon en main. La violence semble encore présente.
- 1857 : Règles de Sheffield.
- 1863 : Premières lois du jeu officielles, de la Fédération anglaise créée pour l’occasion. Elles sont largement inspirées des règles de Sheffield. Le jeu consiste à faire passer un ballon à travers deux poteaux déjà distant de 8 yards (7m32) mais sans barre transversale. Se saisir d'un ballon aérien à la main est autorisé, mais pas se déplacer, ni faire une passe avec : le joueur devant demander un arrêt de volée ou immédiatement jouer le ballon au pied. Tous les joueurs doivent être derrière celui qui porte la balle. Enfin l'usage de la violence n'est plus possible pour récupérer une balle. En revanche le nombre de joueurs et la durée de la partie sont laissés à l’appréciation des participants. La distance lors d'une faute est déjà de 9,15 mètres (10 yards)
- 1866 : La prise en main du ballon est interdite à tous les joueurs, mais les passes au pied vers l'avant sont autorisées, pourvu que trois défenseurs se trouvent entre celui qui reçoit le ballon et le but. Ces évolutions marquent la séparation définitive entre le football et rugby. Il est décidé qu'une rencontre durerait 90 minutes.
- 1869 : Apparition du renvoi aux six mètres.
- 1870 : Un joueur de chaque équipe peut désormais prendre la balle à la main, mais seulement pour défendre. Il devient le gardien de but.
- 1872 :
  - Apparition du corner ou coup de pied de coin.
  - Le ballon est standardisé.
- 1873 : Le hors-jeu est jugé au départ du ballon, et non à son arrivée.
- 1875 : Apparition de la barre transversale à 8 pieds de hauteur (2 mètres 44). La dimension des buts n'a pas changé depuis.
- 1877 : Les lois du jeu sont officiellement fusionnées avec les Sheffield rules, après que certaines spécificités eurent été ajoutées les années précédentes.
- 1883 : la rentrée de touche peut se faire dans n'importe quelle direction.
- 1886 : Première réunion du Board.
- 1891 :
  - Le coup de pied de réparation (en anglais : penalty kick) est ajouté pour punir les fautes commises à proximité du but.
  - Il se tirera à 12 yards soit 11 mètres.
  - Apparition des arbitres neutres et des premiers filets pour les buts.
- 1896 : le gardien de but ne peut prendre la balle à la main que dans sa moitié de terrain.
- 1902 : apparition de la surface de réparation, et de la surface de but pour les renvois au six mètres.
- 1912 : le gardien ne peut se saisir du ballon que dans sa surface (auparavant dans toute sa moitié de terrain).
- 1920 : plus de hors-jeu sur les touches et six mètres.
- 1925 : la condition de la règle du hors-jeu est réduite de trois à deux joueurs adverses.
- 1938 : les filets deviennent obligatoires sur tous les terrains.
- 1958 : à la suite du match Brésil-France lors de la demi-finale de la coupe du Monde : autorisation d'un remplacement, seulement pour un joueur blessé.
- 1965 : création de la règle des buts marqués à l'extérieur en cas d'égalité sur deux matchs.
- 1967 : le remplacement est libre.
- 1970 :
  - Introduction des cartons jaunes et rouges (l'expulsion était déjà possible en cas de brutalité mais l'arbitre n’utilisait pas de carton et la règle de deux avertissements = expulsion n'existait pas)
  - Introduction de la séance de tirs au but en cas d'égalité après prolongations.
- 1976 : Autorisation d'un second remplacement.
- 1981 : Un joueur qui a été remplacé ne peut plus participer au match. De rares cas de retour ont pu se voir entre 1976 et 1981.
- 1990 : Le Board précise explicitement qu'un joueur sur la même ligne que l'avant-dernier défenseur n'est pas hors-jeu ; la formulation précédente étant ambiguë.
- 1992 :
  - Introduction de la règle interdisant au gardien de se saisir du ballon sur une passe au pied (il peut se saisir du ballon sur une passe de la tête ou passe par amorti de la poitrine. Se saisir du ballon sur une touche reste aussi autorisé).
  - Possibilité d'un troisième remplacement, uniquement pour blessure du gardien.
  - Une sortie de but peut être tirée de n'importe quel point de la surface de but (auparavant seulement dans la moitié du côté où la balle était sortie).
  - De même un coup franc dans la surface de but peut être tiré de n'importe quel point de la surface de but (auparavant seulement dans la moitié où s'était produite la faute)
- 1993 : Introduction du but en or
- 1994 : La FIFA généralise la victoire à trois points (qui était jusqu'alors laissé au gré des fédérations nationales)
- 1995 : Généralisation du troisième remplacement.
- 1997 :
  - La règle de 1992 d'interdiction au gardien de saisir du ballon lors d'une passe est étendue aux touches.
  - L'arbitre peut revenir à une faute initiale si l'avantage n'a pas profité dans un court délai (la règle de l'avantage existait mais interdisait tout retour à la faute si l’avantage escompté n'avait pas profité).
  - Il est désormais possible de marquer directement sur un coup d'envoi ou une sortie de but.
  - Introduction de la règle des six secondes pour le gardien pour dégager le ballon.
  - Le gardien n'est plus obligé d'être immobile et au milieu des buts sur un penalty (mais doit rester sur sa ligne de but).
- 1998 : Introduction du temps additionnel.
- 2000 : Avant une séance de tirs au but, lorsqu'une équipe termine une rencontre en supériorité numérique, elle doit ramener le nombre de ses joueurs au niveau de celui de l'équipe adverse.
- 2002 :
  - Introduction du but en argent.
  - Le gardien peut se déplacer librement avec la balle (il était auparavant limité à quatre pas).
- 2004 : Suppression du but en or et du but en argent.
- 2005 : Sur une touche, les adversaires doivent se trouver à deux mètres minimum.
- 2012 : Un but ne peut plus être marqué directement sur une balle à terre.
- 2014 : Autorisation d'un système de contrôle de but (technologie sur la ligne de but) en Coupe du monde.
- 2015 : Autorisation, chez les seuls amateurs, de la pratique qui autorise à un remplaçant de revenir sur le terrain, et de procéder à plus de trois changements (pratiques qui étaient alors admises par les fédérations).
- 2016 : Réécriture des lois du jeu, et apparition de nombreuses petites nouveautés :
  - un coup d'envoi peut désormais être joué dans n'importe quelle direction,
  - un remplaçant qui entre sur le terrain et intervient dans le jeu sera sanctionné d'un coup franc direct (indirect jusqu'alors),
  - une faute ayant lieu à l'extérieur du terrain de jeu donnera lieu à un coup franc sur la ligne de touche/but au plus près de l'endroit où elle a eu lieu (balle à terre jusqu'alors),
  - une faute commise sur un partenaire/arbitre sera sanctionnée normalement (coup franc systématiquement indirect jusqu'alors).
  - En cas d'expulsion lors d'une séance de tirs au but, l'équipe adverse exclut un joueur de la séance.
  - Un but ne peut plus être marqué sur une balle à terre sans qu'elle ait été touchée par deux joueurs.
  - Expérimentation dans des ligues choisies par l'IFAB de l'arbitrage vidéo pendant 2 ans pour les seuls cas suivants : validation ou non d'un but, pénalty ou non, faute passible d'expulsion directe, identification d'un joueur ayant commis une faute.
- 2017 :
  - Le joueur qui donne le coup d'envoi n'a plus l'obligation d'être dans son camp.
  - Autorisation des expulsions temporaires, chez les seuls amateurs. Cette faculté n'a que rarement été mise en place.
- 2018 :
  - Un quatrième remplacement peut-être autorisé par l'organisateur de la compétition, en cas de prolongations.
  - Arbitrage vidéo généralisé, (au gré de l'organisateur de la compétition) et pour les seuls cas suivants : validation ou non d'un but, pénalty ou non, faute passible d'expulsion directe, identification d'un joueur ayant commis une faute.
- 2019 :
  - Tout but inscrit par un joueur après une main involontaire ou celle du gardien dans sa surface est invalidé.
  - Dans certains cas, une main non délibérée peut désormais être sanctionnée (plus haut que l'épaule, agrandissement de la surface du corps) mais ne l'est pas si la position est naturelle ou après un rebond à proximité.
  - Balle à terre si le ballon a touché l'arbitre causant un changement de possession ou un but.
  - Un joueur remplacé doit quitter le terrain à la ligne de but ou de touche la plus proche[7].
  - Le ballon n'a plus à sortir de la surface de réparation sur une sortie de but ou un coup franc pour être en jeu. Les adversaires doivent rester hors de la surface
  - Une balle à terre dans la surface de réparation ne pourra être jouée que par le gardien. Ailleurs, elle devra être jouée par un joueur de l'équipe ayant touché la balle en dernier.
  - Les joueurs bénéficiant d'un coup franc ne peuvent plus s'approcher du mur à moins d'un mètre.
  - L'arbitre ne doit pas empêcher l'équipe bénéficiaire d'un coup franc de le jouer vite pour distribuer un carton (principe de l'avantage) : l'avertissement ou l’expulsion sera reporté à l'arrêt de jeu opportun suivant.
  - En cas d'avertissement ou d'exclusion des cartons sont distribués aussi aux officiels.
- 8 mai 2020 :
  - Fait inédit, l'IFAB modifie les lois du jeu en cours de saison. Pour tenir compte de la Pandémie de Covid-19 qui nécessite une reprise des compétitions et allonge le calendrier en été, le nombre de remplacements autorisé au cours d'un match est porté de trois à cinq par équipe pour les matchs professionnels (six en cas de prolongations). Ces cinq remplacements doivent toutefois avoir lieu au maximum lors de trois arrêts de jeu par équipe (quatre en cas de prolongations).
- 2020 :
  - Les cartons jaunes ne seront pas repris durant la seule séance de tirs au but : un joueur averti durant le match ou en prolongation et méritant un nouvel avertissement durant la séance de tirs au but ne sera pas exclu. Il sera exclu en cas de carton rouge direct ou s'il récidive dans son infraction au cours de la séance de tirs au but.
- 2022 :
  - Initialement temporaire, le cinquième remplacement est généralisé pour les compétitions professionnelles.
- 2025
  - Un corner sera accordé lorsqu'un gardien garde le ballon à la main plus de huit secondes.

#### Arbitrage
Aux débuts du football, le fair-play stipulait que les joueurs commettant une faute le signalent eux-mêmes ; le match se déroulait en l'absence d'arbitre sur le terrain et les décisions se prenaient par accord conjoint des capitaines des équipes. En 1872, il fut décidé que chacune des équipes pourraient faire appel à un umpire situé sur le terrain, prenant conjointement des décisions en cas de désaccord entre les joueurs. Ils gagnent rapidement le droit d'octroyer des coups francs puis d'expulser un joueur. Vers 1880 un arbitre situé en tribune commence à être employé en cas de désaccord entre umpires. L'application du règlement fut ensuite confiée à un corps arbitral situé sur le terrain en 1891.
Aujourd'hui, ce corps arbitral est constitué d'un arbitre de champ ainsi que de deux arbitres de touche. Dans le milieu professionnel, un quatrième arbitre est généralement présent pour assurer un remplacement en cas de blessure de l'un des trois autres ; il est également celui qui vérifie les changements de joueur. Après avoir étudié la possibilité d'ajouter un deuxième arbitre de champ à la fin des années 1990, l'IFAB autorise en 2012 les fédérations qui le souhaitent à mettre en place un arbitrage à cinq, dont quatre arbitres assistants (un arbitre de champ, deux arbitres de touche et deux arbitres de surface situés derrière les buts). L'UEFA, qui testait cette solution depuis plusieurs années, l'applique depuis pour toutes les compétitions européennes.

#### Hors-jeu
À l'origine, un joueur était hors-jeu lorsqu'il était situé plus en avant que le ballon. En 1866, la règle du hors-jeu évolue, un joueur est désormais hors-jeu s'il y a moins de trois joueurs entre lui et la ligne de but adverse. Cette contrainte est abaissée à deux arrières adverses en 1925. En 1873, le hors-jeu sera signalé au départ de la balle, et pas à l'arrivée comme c'était généralement le cas jusque-là.
Un joueur est en position hors-jeu s'il se trouve plus près de la ligne de but que le ballon au moment où il est joué. Exception : si deux joueurs adverses se trouvent entre lui et la ligne de but.
Un joueur n'est jamais hors-jeu sur une rentrée de touche, un coup de pied de but (un « 6 mètres »), un coup de pied de coin (corner) et lorsqu'il se trouve dans sa moitié de terrain, au départ du ballon.

#### Buts en or et argent
Entre 1993 et 2004, l'IFAB autorise l'application des buts en or. Le but en or sert alors à départager deux équipes lors de la prolongation : la première équipe marquant durant les prolongations remporte la partie, mettant fin aux prolongations. La règle du but en or est appliquée pour la première fois lors de la Coupe du monde de football des moins de 20 ans 1993. L'Allemagne puis la France remportent les finales 1996 et 2000 du Championnat d'Europe de football sur un but en or. En 2002 est proposée la règle du but en argent, qui est notamment appliquée pour l'Euro 2004 : au terme de la première mi-temps de la prolongation, l'équipe qui mène remporte la partie.
L'IFAB supprime ces deux règles en 2004.

#### Contrôle des buts litigieux
L'IFAB s'est réunie en 2007 pour étudier les solutions permettant de fiabiliser la validation des buts. Dans certains championnats européens et lors de compétitions internationales, les arbitres peuvent désormais se servir de la Goal Line Technologie (un système de contrôle électronique de franchissement de la ligne de but (technologie sur la ligne de but)) ou peuvent faire appel au VAR (oreillettes par laquelle des arbitres assistants devant des écrans peuvent signaler à l'arbitre un fait de jeu sur lequel il se serait trompé ou aurait un doute, avant que ce dernier arrête le jeu et aille vérifier sur un écran au bord de la pelouse).
Les lois du jeu sont publiées par la FIFA chaque année à destination des fédérations nationales chargées de l'organisation des compétitions. En France, la Fédération française de football et la Direction technique de l'arbitrage complètent et précisent ces lois afin d’homogénéiser leur application sur les terrains du pays.

### Travaux universitaires
- Ludovic Tenèze, « Histoire du football : le Board et l’analyse des transformations des lois du jeu », Thèse de doctorat en Sciences et techniques des activités physiques et sportives,‎ 2011 (présentation en ligne)